# Elenco de Gabriela (2012)
Esta é a lista do elenco de Gabriela, telenovela brasileira produzida pela Rede Globo e exibida de 18 de junho a 26 de outubro de 2012.

## Elenco
| Intérprete            | Personagem                 | interpretada na versão de 1975 por      |
| --------------------- | -------------------------- | --------------------------------------- |
| Juliana Paes          | Gabriela da Silva Saad     | Sônia Braga                             |
| Humberto Martins      | Nacib Achcar Saad          | Armando Bogus                           |
| Leona Cavalli         | Risoleta Ventura (Zarolha) | Dina Sfat                               |
| Mateus Solano         | Raimundo (Mundinho) Falcão | José Wilker                             |
| Luiza Valdetaro       | Gerusa Bastos              | Nívea Maria                             |
| Antônio Fagundes      | Coronel Ramiro Bastos      | Paulo Gracindo                          |
| Ivete Sangalo         | Maria Machadão             | Eloísa Mafalda                          |
| Henri Castelli        | Rômulo Vieira              | Marcos Paulo                            |
| Vanessa Giácomo       | Malvina Tavares            | Elizabeth Savalla                       |
| José Wilker           | Jesuíno Mendonça           | Francisco Dantas                        |
| Maitê Proença         | Sinházinha Guedes Mendonça | Maria Fernanda                          |
| Erik Marmo            | Dr. Osmundo Pimentel       | João Paulo Adour                        |
| Marco Pigossi         | Juvenal Leal               |                                         |
| Giovanna Lancellotti  | Lindinalva                 |                                         |
| Rodrigo Andrade       | Berto Leal                 | Mário Gomes                             |
| Emanuelle Araújo      | Teodora                    |                                         |
| Marcelo Serrado       | Antônio (Tonico) Bastos    | Fúlvio Stefanini                        |
| Fabiana Karla         | Olga Bastos                | Ângela Leal                             |
| Bruna Linzmeyer       | Anabela Fernandes Prado    | Neila Tavares                           |
| Emílio Orciollo Netto | Príncipe Sandra            | Paulo César Pereio                      |
| Chico Diaz            | Melk Tavares               | Gilberto Martinho                       |
| Laura Cardoso         | Dorotéia Leal              | Monah Delacy como Deusolina "Dadá" Leal |
| Ary Fontoura          | Coreolano Damasceno        | Rafael de Carvalho                      |
| Anderson di Rizzi     | Professor Josué            | Marco Nanini                            |
| Suzana Pires          | Glória (Glorinha)          | Ana Maria Magalhães                     |
| Vera Zimmermann       | Conceição Bastos Leal      | Sônia Oiticica como Sílvia              |
| Bertrand Duarte       | Alfredo Bastos             | Hemílcio Fróes                          |
| Mauro Mendonça        | Manoel das Onças           |                                         |
| Genézio de Barros     | Dr. Amâncio Leal           | Castro Gonzaga                          |
| Neusa Maria Faro      | Dona Arminda               | Thelma Reston                           |
| Bete Mendes           | Florzinha dos Reis         |                                         |
| Ângela Rebello        | Quinquina dos Reis         |                                         |
| Gero Camilo           | Miss Pirangi               |                                         |
| Nelson Xavier         | Altino Brandão             |                                         |
| Bel Kutner            | Marinalva Tavares          | Ana Ariel como Idalina Tavares          |
| Fernanda Pontes       | Zuleika                    |                                         |
| Amanda Richter        | Iracema Mendonça           |                                         |
| Ilya São Paulo        | Dr. Pelópidas Clóvis Costa | Ary Fontoura                            |
| Ildi Silva            | Quitéria                   |                                         |
| Raoni Carneiro        | Osório Pimentel            |                                         |
| Luciana Souza         | Filomena                   | Ilva Niño                               |
| Daniel Ribeiro        | Clemente                   | Adhemar Rodrigues                       |
| Jhe Oliveira          | Fagundes                   | Clementino Kelé                         |
| Lúcio Mauro           | Eustáquio Ferreira         |                                         |
| Malu Valle            | Mariquinha Saad            |                                         |
| Raquel Villar         | Ina (Durvalina)            |                                         |
| José Rubens Chachá    | Dr. Ezequiel               | Jaime Barcellos                         |
| Yaçanã Martins        | Néia                       |                                         |
| Frank Menezes         | Padre Cecílio              | Jorge Cherques como Padre Basílio       |
| Jackson Costa         | Douglas                    |                                         |
| Patrícia Werneck      | Noviça Bianca              |                                         |
| Harildo Deda          | Ribeirinho                 |                                         |
| Suyane Moreira        | Mara                       |                                         |
| Edmílson Barros       | Nhô Galo                   |                                         |
| Pascoal da Conceição  | João Fulgêncio             |                                         |
| Cláudio Mendes        | Dr. Maurício               |                                         |
| Heloísa Jorge         | Fabiana                    |                                         |
| Neca Vila Lobos       | Sacristão Cosme            |                                         |
| Izabella Bicalho      | Dona Rita                  |                                         |
| Zéu Britto            | Poeta Argileu Palmeira     |                                         |
| Osvaldo Mil           | Delegado Cazuzinha         |                                         |
| Sérgio Maciel         | Damião                     |                                         |
| Rejane Maya           | Zulmira                    |                                         |
| Widoto Áquila         | Loirinho                   |                                         |
| Telma Souza           | Prazeres                   |                                         |
| Renan Ribeiro         | Chico Moleza               | Tonico Pereira                          |
| Gustavo Mello         | Bento                      |                                         |
| Max Lima              | Tuísca                     | Cosme dos Santos                        |
| Anna Gabriela Marques | Maria Lupicínia            |                                         |
| Felipe Gimenez        | Ramirinho                  |                                         |
| Kaic Crescente        | Ladislau                   |                                         |
| Carlos Betão          | Alceu                      |                                         |
| Nathália Rodrigues    | Natascha                   |                                         |
| Everaldo Pontes       | Tio Silva                  |                                         |
| Clara Paixão          | Miquelina                  |                                         |
| Everton Machado       | Sete Voltas                |                                         |
| Rhavine Chrispim      | Raquel                     |                                         |

## Participações especiais
| Intérprete          | Personagem                                               |
| ------------------- | -------------------------------------------------------- |
| Tarcísio Meira      | Juiz Lima                                                |
| Zé Carlos Machado   | Seu Zé                                                   |
| Camilo Bevilacqua   | Pai de Iracema                                           |
| Raquel Fabbri       | Prostituta do Bataclan                                   |
| Val Perré           | Capanga do Prefeito Ramiro                               |
| Charles Myara       | Saad                                                     |
| Lionel Fischer      | Pai de Zuleika                                           |
| Maria Helena Pader  | Madre das Dores                                          |
| Prazeres Barbosa    | Irmã Piedade                                             |
| Carlos Fonte Boa    | Recepcionista do hotel                                   |
| Eunice Bráulio      | Mulher que comenta sobre a morte de Sinhazinha e Osmundo |
| Land Vieira         | Juca                                                     |
| Aicha Marques       | Matilde                                                  |
| Biju Martins        | Capanga do Doutor Amâncio                                |
| Marcello Goncalves  | Jagunço do fazendeiro                                    |
| Shimon Nahmias      | Dono do imóvel que expulsa Lindinalva e Zulmira          |
| Sidney Souto        | Pai de Ina                                               |
| Thaís Botelho       | Moça que Berto tenta seduzir                             |
| Valderez Teixeira   | Senhora no mercado                                       |
| Alan Pellegrino     | Serapião                                                 |
| Antônio Carlos Feio | Chapeleiro                                               |
| Bella Flor          | Prostituta do Bataclan                                   |
| Bianka Fernandes    | Prostituta do Bataclan                                   |
| Cíntia Mei          | Prostituta do Bataclan                                   |
| Chico Mello         | Capanga do Prefeito Ramiro                               |
| João Cunha          | Antenor                                                  |
| Juliana Amador      | Celestina                                                |
| Laércio Fonseca     | Morador da cidade                                        |
| Marcia di Milla     | Almira                                                   |
| Vanderson Caires    | Bico Fino                                                |
| Vera Ferreira       | Rosália                                                  |
| Werles Pajero       | Atendente da loja de tecidos                             |